# Satya Nadella
Satya Nadella (Em Telugu: సత్య నాదెళ్ల; Haiderabade, 19 de agosto de 1967) é o atual diretor executivo da Microsoft. Ele foi nomeado CEO no dia 4 de fevereiro de 2014 por Bill Gates, sucedendo Steve Ballmer.

## Carreira
Satya Nadella trabalhou com a Sun Microsystems, como membro de sua equipe de tecnologia antes de ingressar na Microsoft, em 1992. Foi o antigo vice-presidente da Computação em nuvem (Cloud) da Microsoft. Chefiava as ferramentas de desenvolvimento e serviços de nuvem como o Windows Azure, Windows Server, SQL Server, Visual Studio e System Center das quais serviços como o Bing, SkyDrive (Atualmente OneDrive), Xbox Live e Skype dependiam para funcionarem. Também foi vice-presidente de pesquisa e desenvolvimento na divisão de serviços online e vice-presidente da divisão de negócios.
"O risco da irrelevância é o principal desafio que Nadella vai enfrentar como CEO da Microsoft. A empresa corre esse risco no mercado de mobilidade, porque ainda é muito associada aos computadores e servidores, que estão se tornando cada vez menos importantes para os consumidores", diz James Staten, vice-presidente da consultoria Forrester Research, ao site de VEJA. "Depois que Nadella entrou na área de serviços na nuvem, a Microsoft conseguiu ótimos resultados, porque introduziu rapidamente versões mais modernas de seus principais serviços", diz Statan, da Forrester. "Uma característica de Nadella é pesquisar muito antes de optar por um caminho. Depois disso, ele não volta atrás."
Entre os principais sucessos de Nadella está a substituição do Hotmail pelo Outlook.com, ocorrida em agosto de 2013. Segundo a Microsoft, o Outlook.com é serviço de e-mail que cresce mais rapidamente em todo o mundo, com mais de 400 milhões de usuários cadastrados.
Nadella é formado em Ciência da Computação pela University of Wisconsin-Milwaukee e tem um MBA pela The University of Chicago Booth School of Business.